# 野口真緒
野口 真緒（のぐち まお、1996年5月31日 - ）は、日本の女優。埼玉県出身。元セントラルグループ、プロダクション尾木を経てトキエンタテインメント、2021年からトキエンターアライヴ所属し、その後、2023年7月から株式会社ワイケーエージェント所属。
0才から赤ちゃんモデルとして活動を始め、幼少時代はドラマを中心に活動。幼少からタップ、クラシックバレエ、ヒップホップ・ジャズダンス・日舞など多彩な踊りを得意とする実力派。
無類のラーメン好きで、インスタグラムは、ほぼラーメンの投稿で埋め尽くされている。
2005年にNHK大河ドラマ「義経」にて大姫役としての活躍以降、ドラマ・映画・CF・舞台を中心に活躍。
近年ではシリーズ累計350万ダウンロードの電子コミック大ヒット原作の実写映画「ドクムシ」にて謎の少女ミチカ役や、BSスカパー!連続ドラマ「弱虫ペダル」での橘綾役、人気アニメ「けものフレンズ」の舞台、「僕のヒーローアカデミア」の舞台等に出演。妹系キャラクターからシリアスな役柄に至るまで、新たな才能を開花させている。
一方、ファンとの交流を意識した活動も続けており、2022年12月まで約10年にわたりブログの更新を続けたほか、2023年3月からオフィシャルサイト兼ファンクラブを開設、2024年1月1日からライブコミュニケーションアプリPococha（ポコチャ）で配信を開始した。

## 出演

### テレビドラマ
- 大河ドラマ
  - 義経 第20・21・26・28・30・38話（2005年5月22日・29日・7月3日・17日・31日・9月25日、NHK） - 大姫 役
  - 功名が辻 第13・25話（2006年4月2日・6月25日、NHK） - 茶々 役　※第27話以降は永作博美が同役を引き継いでいる。
  - 龍馬伝 第1-4・6-8話（2010年、NHK） - 岩崎さき 役
- よい子の味方〜新米保育士物語〜（2003年、日本テレビ） - 園児 役
- ハコイリムスメ（2003年、関西テレビ） - 古森灯 役(幼少時代)
- 菊亭八百善の人々（2004年、NHK） - 園子 役
- 日本の歴史ドラマ 大化の改新（2005年、フジテレビ） - 芸人少女 役
- 世にも奇妙な物語15周年の特別編（2006年3月28日、フジテレビ） - リモコン編 娘役
- ちびまる子ちゃん（2006年、フジテレビ） - 高橋よし子 役
- 寧々～おんな太閤記（2009年、テレビ東京） - おごう 役
- アイシテル〜海容〜（2009年、日本テレビ） - 柏木遥 役
- 熱海の捜査官（2010年、テレビ朝日） - 来宮琴 役
- 警視庁継続捜査班 第5話（2010年8月19日、テレビ朝日） - 香川亜紀 役
- TBS開局60周年記念ドラマ 99年の愛〜JAPANESE AMERICANS〜（2010年11月6日、TBS） - 弓子（沖縄・学徒救護隊） 役
- URAKARA 第5話（2011年2月11日、テレビ東京） - 山形海 役
- 高校入試 （2013年1月20日₋3月24日、フジテレビNEXT）
- 第24回フジテレビヤングシナリオ大賞「Dear ママ」（2012年12月23日、フジテレビ） - 花岡真千 役
- ハンチョウ〜警視庁安積班〜 シリーズ6 第4話（2013年2月4日、TBS） - 桐島可奈 役
- 警視庁捜査一課9係 season8 第5話（2013年8月7日、テレビ朝日） - 佐久間和代 役
- 実在性ミリオンアーサー（2014年、tvk 他） - モーガン 役
- 水曜ミステリー9 逆転弁護士ヤブハラ（2015年、テレビ東京 他） - 釈由美子さん幼少期 役
- 弱虫ペダル （2016年8月、BSスカパー!） - 橘綾 役
- 消せない「私」―復讐の連鎖― 秘密を持った少年たち 9-10話（2023年9月、日本テレビ） - 看護師 役
- ダブルチート 偽りの警官 Season1 第5話（2024年5月24日、テレビ東京・WOWOW） - 受付嬢 役

### 映画
- 鳶がクルリと（2005年、東映） - 石原亜美 役[2]
- 私立バカレア高校（2012年、ショウゲート）
- ドクムシ（2016年、松竹メディア事業部） - ミチカ 役[3]
- 維新烈風 天狗判官（2018年、公野研究室） - 和宮 役[4]
- ブレイカーズ（2018年） - 吹奏楽部 生徒役
- かさぶた（2018年、東放学園 卒業制作作品） - 主演
- TURNING POINT（2021年、エンタメイティブ株式会社） - 張本志保 役
  - TURNING POINT2（2022年、エンタメイティブ株式会社）
  - TURNING POINT3（2023年、エンタメイティブ株式会社）
  - TURNING POINT4（2023年、エンタメイティブ株式会社）

### 声優
- バケモノの子（2015年) - 女子高生 役
- 暁のブレイカーズ（2018年）Nintendo Switch・携帯配信アプリゲーム - アイラ 役
- けものフレンズ3 (2020年) - ホワイトタイガー cv担当
- ぱちすろけものフレンズ(2022年) - 獣王カバ cv担当

### 舞台
- 東京ギンガ堂「デージーが咲く街 - 新宿物語[5]」（2007年6月8日 - 17日、新宿大久保公園内特設ステージ） - 主演
- 東京ギンガ堂「ねこになった漱石[6]」（2008年6月7日 - 15日、新宿大久保公園内特設ステージ） - 漱石（少年期）役
- SEP「GO,JET! GO!GO! 〜I LOVE YOUが言えなくて〜[7]」（2013年5月8日 - 12日、新宿・SPACE107） - メグ 役
- 日本テレビ「里見八犬伝」（2014年10月 - 12月、新国立劇場 ほか） - ぬい 役
- ダックスプロダクション「城下町のダンデライオン[8]」（2016年8月9日 - 14日、CBGKシブゲキ!!） - 米澤紗千子 役
- TESSIN「侯爵令嬢は手駒を演じる[9]」（2016年11月2日 - 6日、中野テアトルBONBON） - ジュリアンナ・ルイス 役
- HAT『漫劇!! 手塚治虫 第四巻』「ブラック・ジャック 人面瘡 / 畸形嚢腫[10]」（2017年2月15日 - 19日、池袋・シアターグリーンBIG TREE THEATER） - ピノコ 役
- 聖地ポーカーズ魄 / Hack「ハコオンナ[11]」（2017年8月9日 - 13日、築地・ブディストホール） - 小野寺朋香 役
- オッドエンタテインメント「まじかるすいーと プリズム・ナナ ザ・スターリーステージ[12]」（2017年9月13日 - 18日、池袋・サンシャイン劇場） - モモ 役
- ADKアーツ「逆転検事〜逆転のテレポーテーション〜[13]」（2017年11月2日 - 7日、新宿・スペースゼロ） - 宝月茜 役
- 舞台「けものフレンズ」 - ホワイトタイガー 役 ほか
  - 舞台「けものフレンズ」[14]（2018年1月13日 - 21日、AiiA 2.5 Theater Tokyo） - ホワイトタイガー / サーベルタイガー役[注 1]
  - 舞台「けものフレンズ」2～ゆきふるよるのけものたち～（2018年11月8日 - 18日、品川プリンスホテル クラブeX） - ホワイトタイガー 役
  - 舞台けものフレンズ「JAPARI STAGE!」～おおきなみみとちいさなきせき～（2019年9月27日 - 10月6日、品川プリンスホテル クラブeX） - ホワイトタイガー  / アケミ先輩 役
  - 舞台けものフレンズ Re:JAPARI STAGE! 〜おおきなみみとちいさなきせき〜（2023年10月20日 - 31日、品川プリンスホテル クラブeX） - ホワイトタイガー / ミリ 役
  - 舞台「けものフレンズ」JAPARI STAGE! 〜きみのあしおとがまたきこえた〜（2024年11月8日 - 17日、品川プリンスホテル クラブeX） - ホワイトタイガー / サーベルタイガー 役[15]
- 劇団山本屋「かもめ」（2018年） - ニーナ 役
- 爆走おとな小学生「初等教育ロイヤル-再演-」（2018年4月4日 - 8日、シアターサンモール） - 木村さん 役
- ナイスコンプレックス「YAhHoo!!!![16]」（2018年4月25日 - 29日、池袋・シアターグリーンBIG TREE THEATER） - アイビー 役
- SANETTY Produce「信長の野望・大志-春の陣-天下布武～金泥の首編～[17]」（2018年5月17日 - 27日、渋谷・CBGKシブゲキ!!） - 茶々 役
- アリスインプロジェクト「降臨Hearts[18]」（2018年7月11日 - 16日、新宿村LIVE） - 大江戸まつり 役
- 火消哀歌（2018年） - 花魁若汐 役
- 僕のヒーローアカデミア The "Ultra" Stage - 蛙吹梅雨 役
  - 僕のヒーローアカデミア The "Ultra" Stage（2019年4月12日 - 21日、天王洲 銀河劇場 / 4月26日 - 29日、サンケイホールブリーゼ）
  - 僕のヒーローアカデミア The “Ultra” Stage 本物の英雄（ヒーロー）（2020年3月6日 - 4月5日、品川プリンスホテル ステラボール / 梅田芸術劇場 シアター・ドラマシティ）
  - 僕のヒーローアカデミア The “Ultra” Stage 本物の英雄 PLUS ULTRA ver.（2020年7月17日 - 26日、TOKYO DOME CITY HALL）
  - 僕のヒーローアカデミア The “Ultra” Stage 本物の英雄（ヒーロー） PLUS ULTRA ver.（2021年12月3日 - 12日、TOKYO DOME CITY HALL / 2021年12月24日 - 26日、京都劇場）
  - 僕のヒーローアカデミア The “Ultra” Stage 平和の象徴（2022年4月29日-10日、KAAT神奈川芸術劇場 / 2022年4月22日-24日、メルパルクホール大阪 / 2022年4月29日-5月8日、東京ドームシティホール）
  - 僕のヒーローアカデミア The “Ultra” Stage 最高のヒーロー（2023年4月29日 - 5月7日、天王洲 銀河劇場 / 2023年5月12日 - 15日、AiiA 2.5 Theater Kobe / 2023年5月19日 - 21日、日本青年館）
- 関ヶ原で一人（2019年） - マチ 役
- 舞台「暗転エピローグ」〜高校演劇プロジェクト〜[19]（2019年8月15日 - 18日、中目黒・キンケロシアター） - 永井荷菜 役
- YAhHoo!!!!（2019年） - アイビー 役
- まるかど企画「とどまるところをしらないもので」ストッパー編 ラプソディ・イン・プルーム（2019年） - トムお 役
- 勇者セイヤンの物語(真)（2019年） - フラペチーノ 役
- それぞれの為（2020年） - 主演・さっちゃん 役
- 少女ヨルハ Ver.1.1a（2020年） - 教官 役
- YAhHoo!!!!（2021年） - アイビー 役
- アルプススタンドのはしの方（2022年2月9日 - 13日、サンモールスタジオ）
- 舞台「追想・地獄変」（2022年7月16日 - 24日、すみだパークシアター倉）
- 音楽朗読劇「パレード」（2023年8月23日 - 27日）
- CONTE STAGE マンションの庭の象（2023年11月10日 - 12日、池袋西口GEKIBA）
- ざ☆くりもん「汚泥河童」（2024年5月2日 - 6日、池袋・シアターグリーン BOX in BOX THEATER） - ヒロイン・雛 役
- 朗読劇「この眩い世界にネガは瞬く」（2025年1月27日 - 2月2日、赤坂πTOKYO） - Bチーム 友 役
- MNOP+S #3『旅立ちの門』 東京公演 （2025年3月6日 - 10日、Route Theater）大阪公演（2025年3月22日 - 23日、扇町ミュージアムキューブCUBE2）福岡公演（2025年3月29日 - 30日、ぽんプラザホール） - ゆめ 役
- bpm本公演「ハイカラ」（2025年5月29日 - 6月1日、こくみん共済 coop ホール） - 佐伯智代 役

### MV
- みゆはん「ぼくのフレンド」（2017年）

### CM
- 花王メリット 「登場」篇、「登場」編、「実感」編、「一人でシャンプー」編（2001年 - 2002年）
- ディズニーチャンネル ラジオCM（2003年）
- マルエツ 「好きな食べ物」篇（2003年）
- マクドナルド 「ハッピーセット エンジェルブルー」篇（2004年）
- SONY 「ハッピーベガ」篇（2005年）
- 九州電力 「キレイ、ライフ」篇（2005年 - 2007年） - 森高千里の娘 役
- キリンビバレッジ 「潤る茶」篇（2009年）
- NTTドコモ ひとりと、ひとつ。walk with you「上京」篇（2011年） - 妹 役
- 郡山女子大学 郡山女子短期大学（2017年）
- スマホゲーム『モバイルレジェンド』（2021年）

### webドラマ
- 愛車探偵は貴方のクルマの天使になれるか！？（2015年） - 冴子 役
- 何曜日に生まれたの 配信限定スピンオフ「10年前の放課後」#2（2023年、TVer・ABEMA） - ファミレス店員 役
- TopShortドラマ『いじめられっ子は社長夫人？！』（2024年） - 小柳千尋 役

### その他
- ジェフユナイテッド市原・千葉プロモーションチーム「アキュアマーメイド」メンバー（2018年度・2019年度）
- けものフレンズPARTY - ホワイトタイガー 役(2019年7月27日、舞浜アンフィシアター)
- アパレルブランド『沈み|Noah's Ark』モデル(2023年 - )
  - Noah's Arkコラボレーション作品の発表・販売(2024年4月)
  - POPUP 『Heart-Shaped Box』一日店長イベント(2024年4月12日、西武池袋本店)
  - Noah's Arkコラボレーション作品第2弾の発表・販売(2025年6月)
- 野口真緒ファンミーティング （2023年11月19日)
- 野口真緒ファンミーティング vol.2（2024年6月22日）
- けものフレンズLIVE はろーじゃぱん！ - サーベルタイガー 役（2024年11月9日、Studio Freedom）
- ざ☆くりもん ざ☆スペシャルかけはし （2025年7月21日、シアターグリーン BASE THEATER）

## ディスコグラフィ

### キャラクターソング
| 発売日         | 商品名     | 歌唱                                                                                           | 楽曲           | 備考                               |
| -------------- | ---------- | ---------------------------------------------------------------------------------------------- | -------------- | ---------------------------------- |
| 2019年10月14日 | 違う明日へ | いちか（会沢紗弥）、にな（野口真緒）、さんちゃん（宮島小百合）、しー（生田善子）、ふぁい（楓） | 「違う明日へ」 | 舞台『暗転エピローグ』テーマソング |